# Distretto di Rinconada Llicuar
Il distretto di Rinconada Llicuar è uno dei sei distretti della provincia di Sechura, in Perù. Si trova nella regione di Piura e si estende su una superficie di 19,44 chilometri quadrati.
Istituito il 19 febbraio 1965, ha per capitale la città di Dos Pueblos.